# Roberto Castello Branco
Roberto da Cunha Castello Branco é um economista brasileiro, ex-membro do conselho administrativo e ex-presidente da Petrobras.

## Biografia
Foi indicado para ser o presidente da Petrobras pelo Ministro da Economia, Paulo Guedes, para o período 2019-2021. Em fevereiro de 2021, o presidente Jair Bolsonaro anunciou que não outorgaria a Castello Branco um segundo mandato como presidente da petrolífera.
Em artigo na Folha de S.Paulo em 2018, quando perguntado sobre as privatizações, disse ser "inaceitável manter centenas de bilhões de dólares alocados a empresas estatais em atividades que podem ser desempenhadas pela iniciativa privada, enquanto o Estado não tem dinheiro para cumprir obrigações básicas."

## Formação Acadêmica
- Doutorado na FGV [4]
- Pós-doutorado na Universidade de Chicago

## Funções exercidas
- Membro do conselho administrativo da Petrobras em 2015-2016, por indicação da ex-presidente Dilma Rousseff (PT)
- Diretor do Centro de Estudos em Crescimento e Desenvolvimento Econômico da FGV
- Diretor do Banco Central do Brasil
- Diretor Executivo de instituições financeiras e Diretor e Economista Chefe da Vale
- Professor da EPGE/FGV
- Presidente Executivo do IBMEC

## Publicações
- “Crescimento acelerado e o mercado de trabalho: a experiência brasileira”, ed. Fundação Getulio Vargas